# Fedorivka, Hlobîne
Fedorivka (în ucraineană Федорівка) este localitatea de reședință a comunei Fedorivka din raionul Hlobîne, regiunea Poltava, Ucraina.

## Demografie
Componența lingvistică a localității Fedorivka
     Ucraineană (98,42%)
     Alte limbi (0,95%)
Conform recensământului din 2001, majoritatea populației localității Fedorivka era vorbitoare de ucraineană (98,42%), existând în minoritate și vorbitori de alte limbi.